# Zhang Jun
Zhang Jun (en xinès simplificat: 张军; en xinès tradicional: 張軍; en pinyin: Zhāng Jūn) (Suzhou, República Popular de la Xina 1977) és un jugador de bàdminton xinès, ja retirat, guanyador de dues medalles olímpiques d'or. Actualment exercerceis d'entrenador.

## Biografia
Va néixer el 26 de novembre de 1977 a la ciutat de Suzhou, població situada a la província de Jiangsu.

## Carrera esportiva
Va participar, als 22 anys, en els Jocs Olímpics d'Estiu de 2000 realitzats a Sydney (Austràlia) on va aconseguir guanyar la medalla d'or en la competició de dobles mixts fent parella amb Gao Ling, un metall que aconseguiren revalidar en els Jocs Olímpics d'Estiu de 2004 realitzats a Atenes (Grècia).
Al llarg de la seva carrera ha guanyat una medalla de plata en el Campionat del Món de bàdminton.
Durant la realització dels Jocs Olímpics d'Estiu de 2008 celebrats a Pequín (República Popular de la Xina) fou un dels encarregats de dur la Torxa olímpica en la seva entrada a l'Estadi Nacional de Pequín. En retirar-se de la competició activa ha densenvolupat el càrrec d'entrenador de l'equip nacional xinès de bàdminton.